# Paroisse de Waterford
Pour les articles homonymes, voir Waterford.
 (juin 2016).
Si vous disposez d'ouvrages ou d'articles de référence ou si vous connaissez des sites web de qualité traitant du thème abordé ici, merci de compléter l'article en donnant les références utiles à sa vérifiabilité et en les liant à la section « Notes et références ».
La paroisse de Waterford est à la fois une paroisse civile et un ancien district de services locaux (DSL) canadien du comté de Kings, au Nouveau-Brunswick. Dans le cadre de la réforme de la gouvernance locale du 1er janvier 2023, le DSL a été annexé au district rural de Kings.

## Toponyme
La tradition orale affirme que Andrew McAfee nomma la paroisse ainsi d'après la ressemblance entre la vallée Dutch et le comté de Waterford, en Irlande.

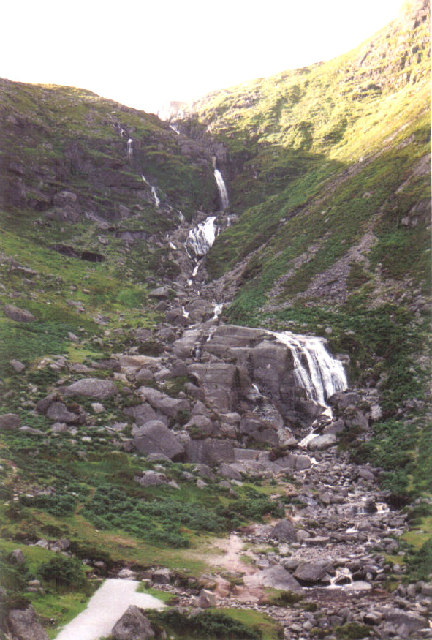
Une vallée du comté de Wateford, en Irlande.

## Géographie

### Géographie physique

#### Hydrographie
La rivière Kennebecasis prend sa source au lac Hamilton, dans l'est du territoire[réf. nécessaire].

### Géographie humaine

#### Villages et hameaux
Waterford compte plusieurs hameaux, pour la plupart ruraux[réf. nécessaire] aux maisons espacées. Il y a également quelques maisons isolées[réf. nécessaire], en particulier au bord des lacs.
Le principal village[réf. nécessaire] de la paroisse est Waterford, situé le long du chemin éponyme, au bord du ruisseau Trout et au pied du mont Poley, au nord-est du territoire. Ce village compte quelques dizaines de résidences[réf. nécessaire], des services publics et des commerces. Waterford fut nommé à l'origine Voirley’s Mills. Le village fut renommé ainsi en 1875 lors de la fondation du bureau de poste, d'après le nom de la paroisse, elle-même nommée ainsi en 1874 pour rappeler le comté de Waterford en Irlande.
Urney est situé est pied de la montagne éponyme[réf. nécessaire], à 4 kilomètres au nord de Waterford, le long du chemin Urney.
Parlee Brook est situé à trois kilomètres à l'ouest[réf. nécessaire] de Waterford, le long des chemins Parlee Brook et Glebe, dans la vallée du ruisseau Parlee.
Walker Settlement est situé le long du chemin éponyme, à 3 kilomètres au sud de Waterford[réf. nécessaire].
Cedar Camp est situé à 4 kilomètres à l'est de Waterford, le long du chemin éponyme[réf. nécessaire].
Chambers Settlement est situé à 4 kilomètres au sud-est de Waterford[réf. nécessaire].
Il y avait autrefois[réf. nécessaire] les villages de Clevelands, de Donegal et de Arnoldville.

## Histoire
Les rives du ruisseau Creek sont colonisées par des Loyalistes en provenance de la vallée de la rivière Kennebecassis alors que le sud de la paroisse l'est par des immigrants irlandais. C'est ainsi que Filamonro est fondé après 1830 par des immigrants Irlandais. Donegal est aussi fondé par des irlandais, vers 1841. Ils fondent aussi Long Settlement vers 1847. La paroisse civile de Waterford est érigée en 1874.
La municipalité du comté de Kings est dissoute en 1966. La paroisse de Waterford devient un district de services locaux en 1967.
Lors du plébiscite du 28 octobre 2013, les habitants des paroisses d'Hammond, de Studholm, de Sussex et de Waterford votent en majorité contre le projet de constitution de ce territoire en communauté rurale, à 1422 voix contre 423.

## Démographie
(août 2016).
D'après le recensement de Statistique Canada, il y avait 518 habitants en 2001, comparativement à 559 en 1996, soit une baisse de 7,3 %[réf. nécessaire]. La paroisse compte 251 logements privés, a une superficie de 221,12 km² et une densité de population de 2,3 habitants au km²[réf. nécessaire].
| 2001 | 2006 | 2011 | 2016 |
| ---- | ---- | ---- | ---- |
| 518  | 505  | 458  | 469  |

## Économie
Entreprise Fundy, membre du Réseau Entreprise, a la responsabilité du développement économique.

## Administration

### Comité consultatif
En tant que district de services locaux, Waterford est administré directement par le Ministère des Gouvernements locaux du Nouveau-Brunswick, secondé par un comité consultatif élu composé de cinq membres[réf. nécessaire] dont un président.

### Commission de services régionaux
La paroisse de Waterford fait partie de la Région 8, une commission de services régionaux (CSR) devant commencer officiellement ses activités le 1er janvier 2013. Contrairement aux municipalités, les DSL sont représentés au conseil par un nombre de représentants proportionnel à leur population et leur assiette fiscale. Ces représentants sont élus par les présidents des DSL mais sont nommés par le gouvernement s'il n'y a pas assez de présidents en fonction. Les services obligatoirement offerts par les CSR sont l'aménagement régional, l'aménagement local dans le cas des DSL, la gestion des déchets solides, la planification des mesures d'urgence ainsi que la collaboration en matière de services de police, la planification et le partage des coûts des infrastructures régionales de sport, de loisirs et de culture; d'autres services pourraient s'ajouter à cette liste.

### Représentation et tendances politiques
Nouveau-Brunswick: Waterford fait partie de la circonscription provinciale de Kings-Est, qui est représentée à l'Assemblée législative du Nouveau-Brunswick par Bruce Northrup, du Parti progressiste-conservateur[réf. nécessaire]. Il fut élu en 2006 et réélu en 2010[réf. nécessaire].
 Canada: Waterford fait partie de la circonscription fédérale de Fundy Royal, qui est représentée à la Chambre des communes du Canada par Rob Moore, du Parti conservateur[réf. nécessaire]. Il fut élu lors de la 38e élection générale, en 2004, puis réélu en 2006 et en 2008[réf. nécessaire].

## Vivre dans la paroisse de Waterford
Le DSL est inclus dans le territoire du sous-district 9 du district scolaire Francophone Sud. L'école Samuel-de-Champlain de Saint-Jean est l'établissement francophone le plus proche[réf. nécessaire] alors que les établissements d'enseignement supérieurs les plus proches sont dans le Grand Moncton.
Il y a une station de ski au mont Poley, au village de Waterford[réf. nécessaire].
L'église St. John the Evangelist de Waterford est une église anglicane[réf. nécessaire].
Le bureau de poste et le détachement de la Gendarmerie royale du Canada le plus proche[réf. nécessaire] est à Sussex.
Les anglophones bénéficient du quotidien Telegraph-Journal, publié à Saint-Jean, et du Kings County Records, de Sussex[réf. nécessaire]. Les francophones bénéficient quant à eux du quotidien L'Acadie nouvelle, publié à Caraquet, ainsi que l'hebdomadaire L'Étoile, de Dieppe[réf. nécessaire].

## Culture

### Architecture et monuments
Un pont couvert traverse le ruisseau Trout à Urney[réf. nécessaire]. Le pont fut construit en 1905 et mesure 20,1 mètres de long[réf. nécessaire]. Un second pont traverse le même ruisseau plus en amont, à Waterford[réf. nécessaire]. Ce dernier fut construit en 1923 et mesure 17,8 mètres de long.